# Janus Theeuwes
Adrianus Cornelis (Janus) Theeuwes (Rijen, 4 april 1886 – Tilburg, 7 augustus 1975) was een Nederlandse handboogschutter.
Theeuwes schoot voor Nederland op de Olympische Spelen in Antwerpen (1920). Hij won met het team op het onderdeel bewegend vogeldoel (28 meter) de gouden medaille. Zijn teamgenoten waren Joep Packbiers, Piet de Brouwer, Driekske van Bussel, Jo van Gastel, Tiest van Gestel, Janus van Merrienboer en Theo Willems.
Parijs 1900 · 
St. Louis 1904 · 
Londen 1908 · 
Antwerpen 1920 · 
München 1972 · 
Montréal 1976 · 
Moskou 1980 · 
Los Angeles 1984 · 
Seoel 1988 · 
Barcelona 1992 · 
Atlanta 1996 · 
Sydney 2000 · 
Athene 2004 · 
Peking 2008 · 
Londen 2012 · 
Rio de Janeiro 2016 · 
Tokio 2020 · 
Parijs 2024 · 
Los Angeles 2028
Medaillewinnaars 